# فروالاک
فروالاک (به اسپانیایی: Forallac) یک منطقهٔ مسکونی در اسپانیا است که در بایکس امپوردا واقع شده‌است. فروالاک ۵۰٫۶ کیلومتر مربع مساحت دارد.